# Séreilhac
Séreilhac – miejscowość i gmina we Francji, w regionie Nowa Akwitania, w departamencie Haute-Vienne.
Według danych na rok 1990 gminę zamieszkiwało 1614 osób, a gęstość zaludnienia wynosiła 42 osoby/km² (wśród 747 gmin Limousin Séreilhac plasuje się na 59 miejscu pod względem liczby ludności, natomiast pod względem powierzchni na miejscu 90).

## Populacja

Populacja Séreilhac w latach 1962–2008